# Zivilschutz-Museum
Das Zivilschutz-Museum befindet sich in einem unterirdischen, drei Stockwerk tiefen Zivilschutz-Rundbunker im Stadtquartier Wipkingen in Zürich in der Schweiz. Es wird im historischen Bau seit dem Jahr 2005 von der Stadt Zürich geführt.
Das einzige Zivilschutzmuseum der Schweiz ist mit seinem Profil europaweit einmalig. Es zeigt eine historische Momentaufnahme des Zivilschutzes (frühere Bezeichnungen: passiver Luftschutz, Blauer Luftschutz) und des Sanitätswesens der Stadt Zürich zur Zeit des Zweiten Weltkrieges sowie dessen Weiterentwicklung zum modernen Bevölkerungsschutz.

## Geschichte

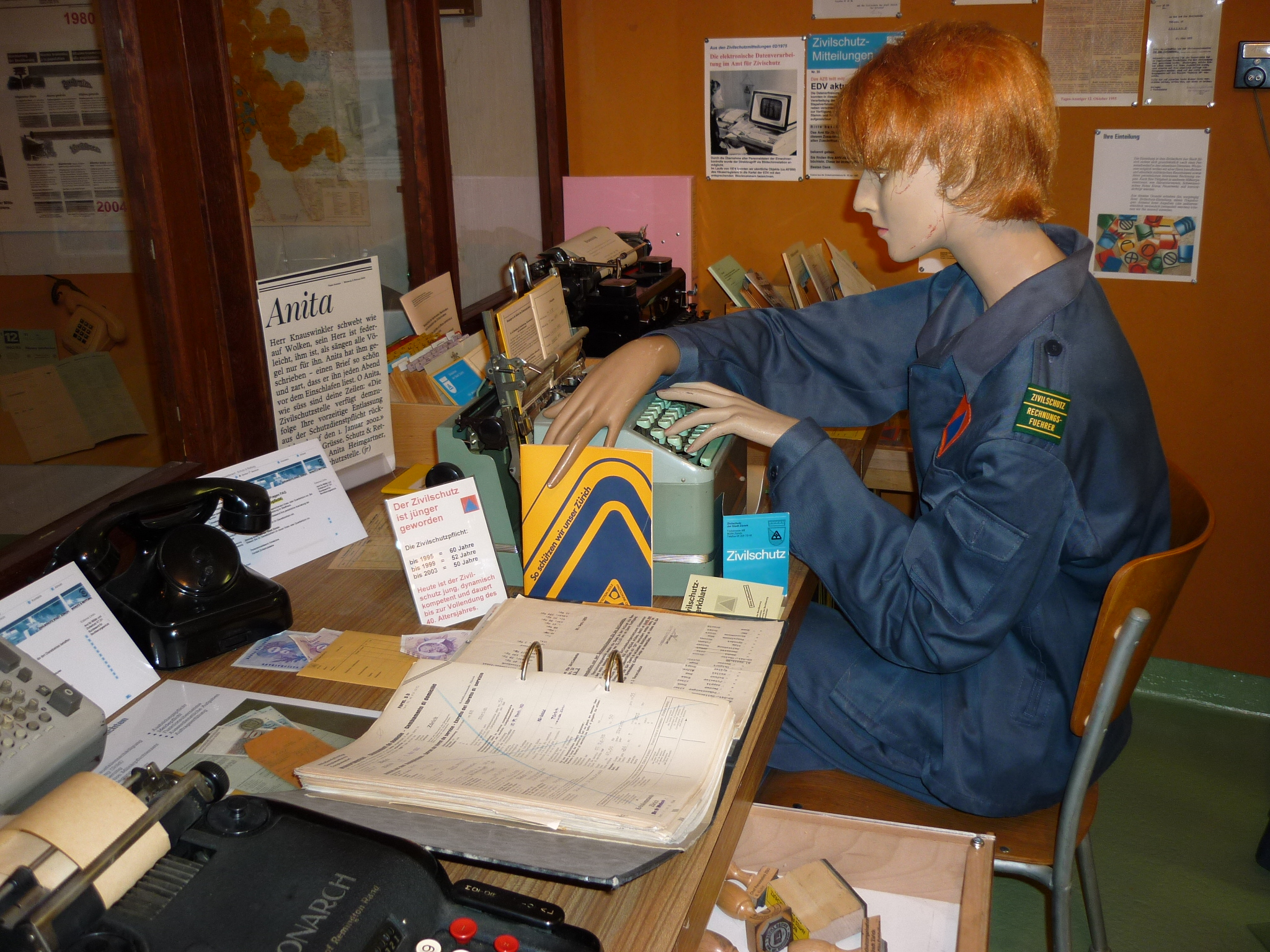
Zivilschutzbüro

Die Bundesversammlung schuf am 29. September 1934 mit einem dringlichen Bundesbeschluss die Rechtsgrundlage zum Aufbau des Luftschutzes, der die Gemeinden verpflichtete, Schutzräume zu erstellen. Die Stadt Zürich baute neben vielen weiteren Schutzräumen 1941 die Sanitätshilfsstelle Landenberg.
Die Sanitätshilfsstelle Landenberg hatte die Aufgabe, eine geschützte Sanitätshilfsstelle für die Zivilbevölkerung (100 Patienten) sowie eine Truppenunterkunft für den «blauen Luftschutz» zu betreiben. Zu diesem Zweck wurde ein dreigeschossiger Rundbunker mit Behandlungs-, Pflege- und Mannschaftsräumen gebaut, dessen Notstromaggregate, Oeltank und Wasser- und Nahrungsvorräte einen mehrwöchigen autarken Betrieb erlauben sollten. Gegen chemische Kampfstoffe konnten dem Lüftungssystem wirksame Filter vorgeschaltet werden.
Der Bunker wurde 1941 fertiggestellt. Er hat einen Durchmesser von 25 Meter, eine oberste Betondecke von 1,90 Meter und eine Erdüberdeckung von 1000 m³. Die drei Stockwerke haben eine Fläche von je 500 m². Zwischen den beiden obersten Geschossen gibt es einen Bettenlift.
Das 1955 neu geschaffene Amt für Zivilschutz der Stadt Zürich sorgte für die Modernisierung, den Unterhalt und die Pflege der Anlagen für den Bevölkerungsschutz. Mit dem Bundesgesetz über den Zivilschutz von 1963 wurde der Bau von Schutzräumen in
Wohnhäusern ab 1963 in der ganzen Schweiz Pflicht, zusammen mit den öffentlichen Zivilschutzanlagen musste dafür gesorgt werden, dass für jeden Einwohner ein Schutzplatz zur Verfügung stand.
1964 – zur Zeit des Kalten Krieges – wurde das unterste Geschoss des Rundbunkers zu einem Kommandoposten umgebaut. Ab 1972 wurden einzelne Räume des Rundbunkers vom Amt für Zivilschutz als Lager genutzt.

## Museum

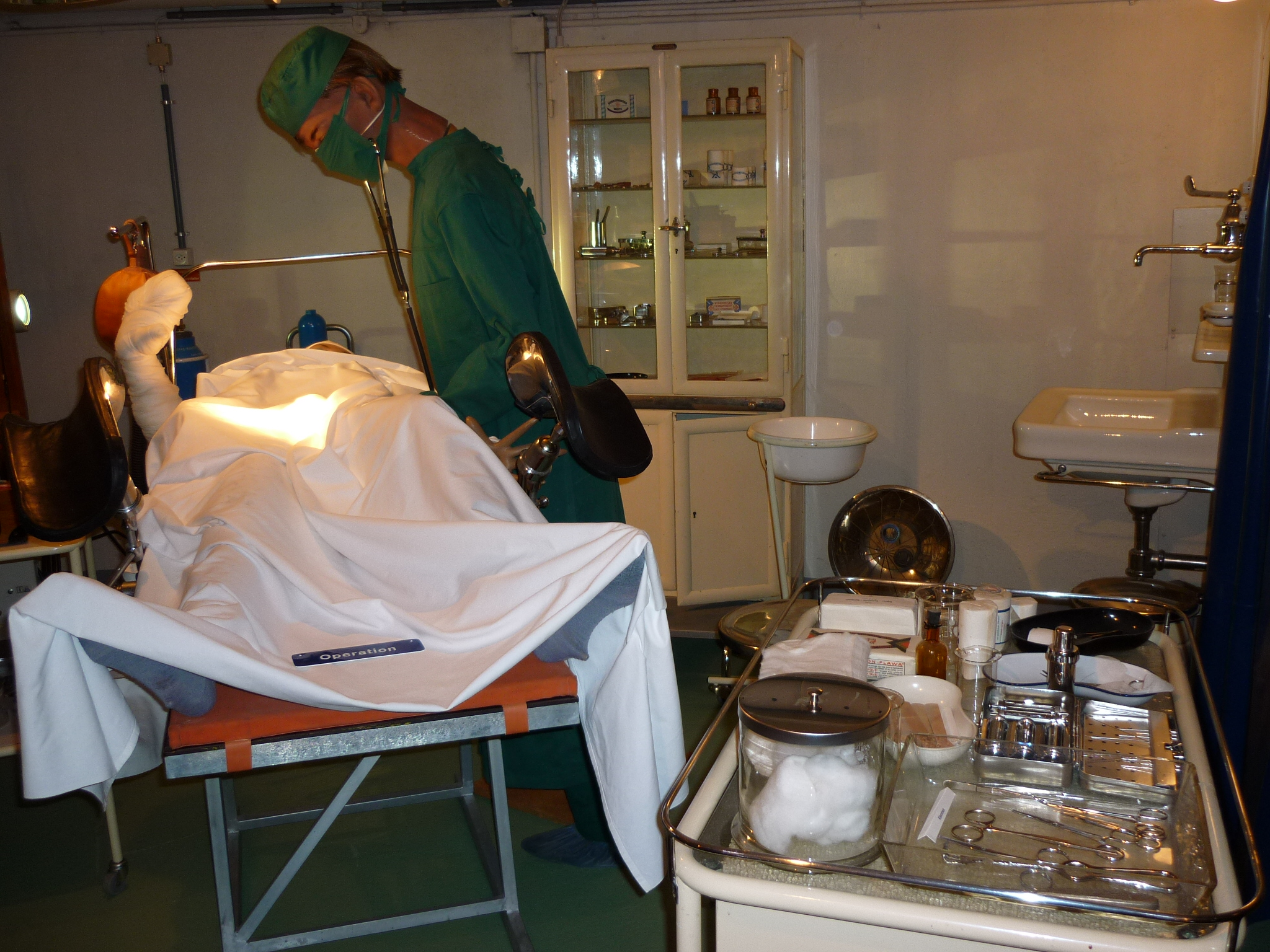
Operationssaal

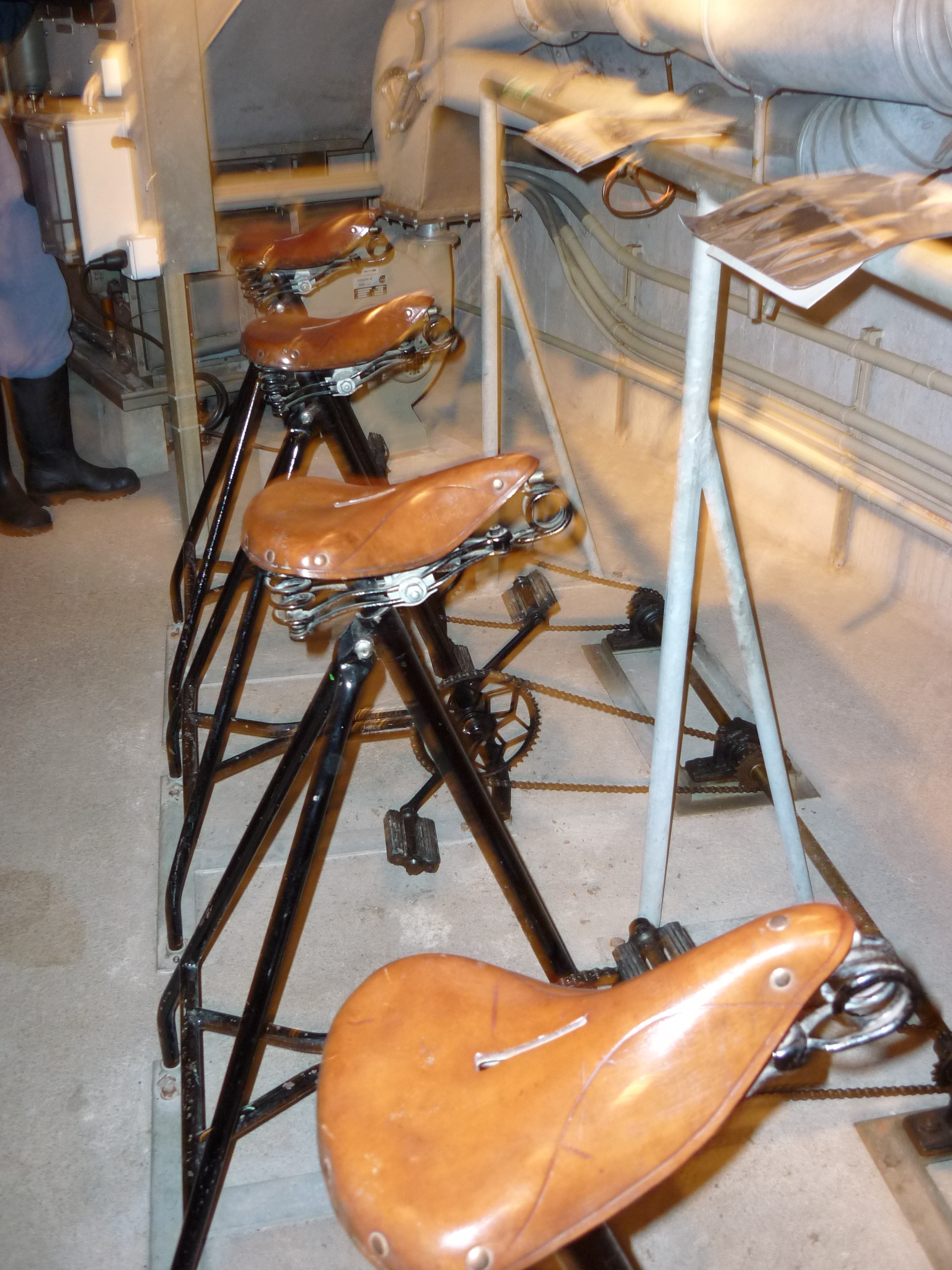
Notenergieanlage für Lüftung

Der nicht mehr den neusten Normen entsprechende Rundbunker Landenberg wurde 1984 ausgemustert und diente nun vollständig als Lager des Amtes für baulichen Zivilschutz. Angestellte der Abteilung Material hüteten in Eigeninitiative die historischen Geräte und Materialien.
Ab 1993 wurden interessierten Insidern das sorgfältig zusammengetragene Material und die Anlage gezeigt. Die Anerkennung der Gäste und die Beliebtheit der Führungen führten dazu, dass Schutz und Rettung Zürich ein Ausstellungskonzept erarbeitete, um den Rundbunker und alle Exponate der Öffentlichkeit zugänglich zu machen.
Im August 2005 öffnete der über 60-jährige Rundbunker Landenberg als bislang einziges Zivilschutzmuseum der Schweiz seine Türen. Der unter einer Grünanlage in Zürich-Wipkingen verborgene Bunker ist auch architektonisch eine Rarität. Auf einer Ausstellungsfläche von 1500 Quadratmetern wird anhand der Originalinstallationen und -gegenständen der Weg vom Bunker zum Museum gezeigt. Die Ausstellung thematisiert zudem die Entwicklung des schweizerischen Zivilschutzes in der Zeit vor, während und nach dem Zweiten Weltkrieg anhand von Arbeitsgeräten für Rettungseinsätze, technische Hilfeleistungen und zum Schutz von Kulturgütern.
Das Zivilschutzmuseum wird von Schutz & Rettung Zürich betreut. Ein Besuch ist nur im Rahmen von Führungen möglich. Auf Anmeldung sind Gruppenführungen möglich. Öffentliche Führungen finden mehrmals jährlich statt.